# Бынин, Борис Николаевич
Борис Николаевич Бынин (15 сентября 1891 — 31 августа 1951) — советский учёный в области ортопедической стоматологии, доктор медицинских наук, профессор, лауреат Сталинской премии третьей степени 1950 года.

## Биография
Родился 3 (15 сентября) 1891 года в Браилове в семье служащего.
В 1910 году экстерном сдал экзамены на аттестат зрелости в Одесской гимназии, в 1911—1914 годах учился в Одесской зубоврачебной школе, где получил звание зубного врача. Работал по этой специальности в лечебных учреждениях Москвы, а с 1920 года в лечебном протезном институте ЦИТО.
В 1930 году поступил в 1-й Московский медицинский институт. Параллельно с учёбой работал ассистентом кафедры стоматологии ЦИУ (Центральный институт усовершенствования врачей). В 1935 году окончил вуз, в 1936-м защитил кандидатскую диссертацию и был утверждён в звании доцента.
В 1940 году защитил докторскую диссертацию на тему: «Возрастные изменения челюстного сустава и их связь с зубной окклюзией» и получил звание профессора.
В 1943 году был избран по конкурсу на должность заведующего кафедрой ортопедической стоматологии Московского медицинского стоматологического института, которую занимал до последних дней.
Авторским коллективом с его участием с 1940 по 1950 год разработано несколько рецептов пластмасс для стоматологических целей. Во время Великой Отечественной войны был одним из организаторов и руководителей стоматологической помощи в системе эвакогоспиталей НКЗ СССР.
Автор более 50 научных работ, двух монографий, соавтор трех учебников. Под его руководством защищены 1 докторская и 10 кандидатских диссертаций.
Скоропостижно умер 31 августа 1951 года.

## Признание
- Сталинская премия третьей степени (1950) — за внедрение в медицинскую практику изделий из пластмассы.
- орден Трудового Красного Знамени (7.7.1945)
- медали

Сочинения:
- Зубопротезная техника [Текст] : Руководство для учащихся зуботех. школ / Под ред. и при участии д-ра мед. наук проф. Б. Н. Бынина; Составители: М. Е. Васильев, А. Л. Грозовский, Л. В. Ильина, М. С. Тиссенбаум. — Москва ; Ленинград : Медгиз, 1941 (Москва). — 288 с. : ил., черт.; 23 см.
- Ортопедическая стоматология [Текст] : Допущ. М-вом высш. образования СССР в качестве учебника для стоматол. ин-тов / Проф. Б. Н. Бынин и доц. А. И. Бетельман. — Москва : изд-во и тип. Медгиза, 1947 (16-я тип. треста «Полиграфкнига»). — 396 с. : ил.; 27 см.
- Ortopedia stomatologiczna [Текст] / A. I. Betlman i B. N. Bynin ; Pod red. laureata nagrody stalinowskiej prof. B. N. Bynina. — Warszawa : Państw. zakład wyd-w lekarskich, 1953. — 317 с. : ил.; 24 см.
- Stomatologia ortopedică [Текст] / A. I. Betlman şa B. N. Bînin ; Sub. red. prof. B. N. Bînin, Laureat al premiului Stalin ; Trad. din limba rusă de Palii Spiridon. — Bucureşti : Ed. med., 1954. — 366 с.; 24 см.
- Ортопедическа стоматология [Текст] / А. И. Бетелман, Б. Н. Бинин ; Под общ. ред. на лауреата на Сталинска премия проф. Б. Н. Бинин ; Прев. от рус. Т. Матвеева и Х. Левенсон ; Под ред. на проф. Боян Боянов. - София : Наука и изкуство, 1954. - 386 с. : ил.; 24 см.
- Зубопротезная техника [Текст] : Учебник для учащихся зубоврачебных и зуботехн. школ / Сост.: М. Е. Васильев, А. Л. Грозовский, Л. В. Ильина-Маркосян, М. С. Тиссенбаум ; Под ред. и при участии проф. Б. Н. Бынина. - 3-е изд., испр. и доп. - Москва : Медгиз, 1951. - 448 с. : ил.; 23 см.